# Visovi
Visovi is een plaats in de gemeente Kapela in de Kroatische provincie Bjelovar-Bilogora. De plaats telt 33 inwoners (2001).